# Maria Pankararu
Maria das Dores de Oliveira (Maria Pankararu) é uma letróloga brasileira, atuante no campo da linguística. Conhecida por seu trabalho na língua ofaié, ela é a primeira estudiosa indígena a obter um doutorado no Brasil, após defender tese de doutoramento em linguística na Universidade Federal de Alagoas (UFAL).

## Publicações
Publicações selecionadas:

### Dissertações
- Ofayé, a língua do Povo do Mel. Fonologia e Gramática (2006)
- A Variação Fonética da Vibrante /r/ na Fala Pankararu. Análise Lingüística e Sociolingüística (2001)

### Artigos
- O verbo em Ofayé: aspectos morfológicos. In: Eliane Barbosa da Silva; Helson Flávio da Silva Sobrinho (orgs.). Língua Falada e Ensino. Reflexões e análises. 1ª ed. Maceió/AL: EDUFAL, 2014, p. 17-19.
- As políticas públicas de educação superior para indígenas e afrodescendentes no Brasil: Perspectivas e Desafios. In: MATO, Daniel (Coord.). Educación Superior y Pueblos Indígenas y Afrodescendientes en América Latina. Normas, Políticas y Prácticas. 2ª ed. Caracas: IELSAC-UNESCO, 2012, p. 177-210.
- A morfologia nominal da língua Ofayé. In: LUCIANO, Gersem José dos Santos; HOFFMANN, Maria Barroso; OLIVEIRA, Jô Cardoso (Orgs.). Olhares indígenas contemporâneos. 1ª ed. Brasília: Centro Indígena de Estudos e Pesquisa - CINEP, 2012, v. II, p. 22-56.
- A classe verbo em Ofaié: aspectos sintáticos. Leitura. Revista do Programa de Pós-Graduação em Letras (UFAL), v. 35, p. 109-131, 2007.
- Notas sobre o povo Ofayé e aspectos da fonologia da língua Ofayé. Coletânea AXÉUVYRU, Ed. Universitária da UFPE, p. 141-158, 2005.
- Da invisibilidade para a visibilidade: estratégias Pankararu. Índios do Nordeste: Temas e Problemas 4, EDUFAL, v. 4, p. 05-24, 2004.
- Variação fonética da vibrante /r/ na fala Pankararu: Análise de fatores lingüísticos. Leitura. Revista do Programa de Pós-Graduação em Letras (UFAL), Maceió - Alagoas, n.25, p. 47-60, 2000.
- A variação do /s/ na fala Pankararu - fatores lingüísticos e sociais. In: Maria Denilda Moura. (Org.). Os múltiplos usos da língua. 1ª ed. Maceió: Edufal, 1999, p. 237-239.

## Prêmios
- Medalha do Mérito Universitário "UFAL 45 Anos"[2] (2006)
- Prêmio Heliônia Ceres[2] (2005)